# (225) Henrietta
(225) Henrietta est un astéroïde de la ceinture principale découvert par Johann Palisa le 19 avril 1882 à Vienne. Son nom fait référence à l'épouse de l'astronome Jules Janssen.